# Алек Пейдж
Алек Пейдж (англ. Alec Page, 8 листопада 1993) — канадський плавець.
Учасник Олімпійських Ігор 2012 року.
Призер Панамериканських ігор 2015 року.